# Contea di Bowman
La contea di Bowman, in inglese Bowman County, è una contea dello Stato del Dakota del Nord, negli Stati Uniti. La popolazione al censimento del 2000 era di 3 242 abitanti. Il capoluogo di contea è Bowman.

## Geografia
La contea si trova nell'estremo sud-ovest dello Stato, al confine con Montana e Dakota del Sud. Nella parte ovest della contea scorre il Little Missouri. Si tratta di un territorio semi-arido e collinare.

### Contee confinanti
- Contea di Slope - nord
- Contea di Adams - est
- Contea di Harding (Dakota del Sud) - sud
- Contea di Fallon (Montana) - ovest

## Storia
La contea fu creata nel 1883, ma eliminata nel 1903 per mancanza di insediamenti. Fu istituita nuovamente nel 1907 e fu chiamata così in onore di Edward M. Bowman.

## Comuni

### Cities
- Bowman (capoluogo)
- Gascoyne
- Rhame
- Scranton